# Plettenberger Straßenbahn
| Kursbuchstrecke (DB): | 239m (1944, 1946, 1954) |                                            |                                            |
| Spurweite: | 1000 mm (Meterspur)     |                                            |                                            |
| Maximale Neigung: | 33 ‰                    |                                            |                                            |
| Minimaler Radius: | 30 m                    |                                            |                                            |
| |                         |                                            |                                            |
| \| \| \| Übergang zur Ruhr-Sieg-Strecke \| \| \| \| 0,00 \| Plettenberg Staatsbahnhof \| Plettenberg Staatsbahnhof \| \| \| \| Lenne \| \| \| \| 0,60 \| Böddinghauser Weg \| Böddinghauser Weg \| \| \| \| Auf der Weide (Bismarckstraße) \| \| \| \| 1,70 \| Wilhelmstraße (Postamt) \| Wilhelmstraße (Postamt) \| \| \| \| Rathaus \| \| \| \| \| Elsetalbahn/Oestertalbahn \| \| \| \| \| Oester \| \| \| \| 2,20 \| Maiplatz: Kaiserstraße/Grünestraße \| Maiplatz: Kaiserstraße/Grünestraße \| \| \| \| Stichstrecke Firma F. W. Groote, ca. 500 m \| \| \| \| \| Pickart \| \| \| \| \| Else \| \| \| \| 2,80 \| Herscheider Straße \| Herscheider Straße \| \| \| 3,50 \| Oberstadt \| Oberstadt \| \| \| \| Bahnhof Oberstadt Übergabe \| \| \| \| \| Bahnstrecke Plettenberg–Herscheid \| \| \| \| 4,40 \| Holthausen Ende PV \| Holthausen Ende PV \| \| \| 4,75 \| Else \| Else \| \| \| 4,83 \| \| \| \| \| 2,90 \| Kronprinzenstraße \| Kronprinzenstraße \| \| \| 4,50 \| Oesterhammer \| Oesterhammer \| \| \| 6,30 \| Oester \| Oester \| \| \| 6,80 \| Oesterau \| Oesterau \| \| \| 7,60 \| Lettmecke \| Lettmecke \| \| \| 8,75 \| Wiesenthal \| Wiesenthal \| |                         |                                            |                                            |
| |                         | Übergang zur Ruhr-Sieg-Strecke             |                                            |
| Kopfbahnhof Streckenanfang (Strecke außer Betrieb) | 0,00                    | Plettenberg Staatsbahnhof                  | Plettenberg Staatsbahnhof                  |
| Brücke über Wasserlauf (Strecke außer Betrieb) |                         | Lenne                                      | Lenne                                      |
| Haltepunkt / Haltestelle (Strecke außer Betrieb) | 0,60                    | Böddinghauser Weg                          | Böddinghauser Weg                          |
| Haltepunkt / Haltestelle (Strecke außer Betrieb) |                         | Auf der Weide (Bismarckstraße)             | Auf der Weide (Bismarckstraße)             |
| Haltepunkt / Haltestelle (Strecke außer Betrieb) | 1,70                    | Wilhelmstraße (Postamt)                    | Wilhelmstraße (Postamt)                    |
| Haltepunkt / Haltestelle (Strecke außer Betrieb) |                         | Rathaus                                    | Rathaus                                    |
| Verschwenkung von links (Strecke außer Betrieb) · Verschwenkung von rechts (Strecke außer Betrieb) |                         | Elsetalbahn/Oestertalbahn                  | Elsetalbahn/Oestertalbahn                  |
| Brücke über Wasserlauf (Strecke außer Betrieb) · Strecke (außer Betrieb) |                         | Oester                                     | Oester                                     |
| Bahnhof (Strecke außer Betrieb) · Bahnhof (Strecke außer Betrieb) | 2,20                    | Maiplatz: Kaiserstraße/Grünestraße         | Maiplatz: Kaiserstraße/Grünestraße         |
| Abzweig geradeaus und nach links (Strecke außer Betrieb) · Strecke (außer Betrieb) |                         | Stichstrecke Firma F. W. Groote, ca. 500 m | Stichstrecke Firma F. W. Groote, ca. 500 m |
| Haltepunkt / Haltestelle (Strecke außer Betrieb) · Strecke (außer Betrieb) |                         | Pickart                                    | Pickart                                    |
| Brücke über Wasserlauf (Strecke außer Betrieb) · Strecke (außer Betrieb) |                         | Else                                       | Else                                       |
| Haltepunkt / Haltestelle (Strecke außer Betrieb) · Strecke (außer Betrieb) | 2,80                    | Herscheider Straße                         | Herscheider Straße                         |
| Haltepunkt / Haltestelle (Strecke außer Betrieb) · Strecke (außer Betrieb) | 3,50                    | Oberstadt                                  | Oberstadt                                  |
| Abzweig geradeaus und nach links (Strecke außer Betrieb) · Strecke (außer Betrieb) |                         | Bahnhof Oberstadt Übergabe                 | Bahnhof Oberstadt Übergabe                 |
| Kreuzung geradeaus unten (Strecken außer Betrieb) · Strecke (außer Betrieb) |                         | Bahnstrecke Plettenberg–Herscheid          | Bahnstrecke Plettenberg–Herscheid          |
| Bahnhof (Strecke außer Betrieb) · Strecke (außer Betrieb) | 4,40                    | Holthausen Ende PV                         | Holthausen Ende PV                         |
| Brücke über Wasserlauf (Strecke außer Betrieb) · Strecke (außer Betrieb) | 4,75                    | Else                                       | Else                                       |
| Strecke (außer Betrieb) | 4,83                    |                                            |                                            |
| Haltepunkt / Haltestelle (Strecke außer Betrieb) | 2,90                    | Kronprinzenstraße                          | Kronprinzenstraße                          |
| Haltepunkt / Haltestelle (Strecke außer Betrieb) | 4,50                    | Oesterhammer                               | Oesterhammer                               |
| Brücke über Wasserlauf (Strecke außer Betrieb) | 6,30                    | Oester                                     | Oester                                     |
| Haltepunkt / Haltestelle (Strecke außer Betrieb) | 6,80                    | Oesterau                                   | Oesterau                                   |
| Haltepunkt / Haltestelle (Strecke außer Betrieb) | 7,60                    | Lettmecke                                  | Lettmecke                                  |
| Kopfbahnhof Streckenende (Strecke außer Betrieb) | 8,75                    | Wiesenthal                                 | Wiesenthal                                 |

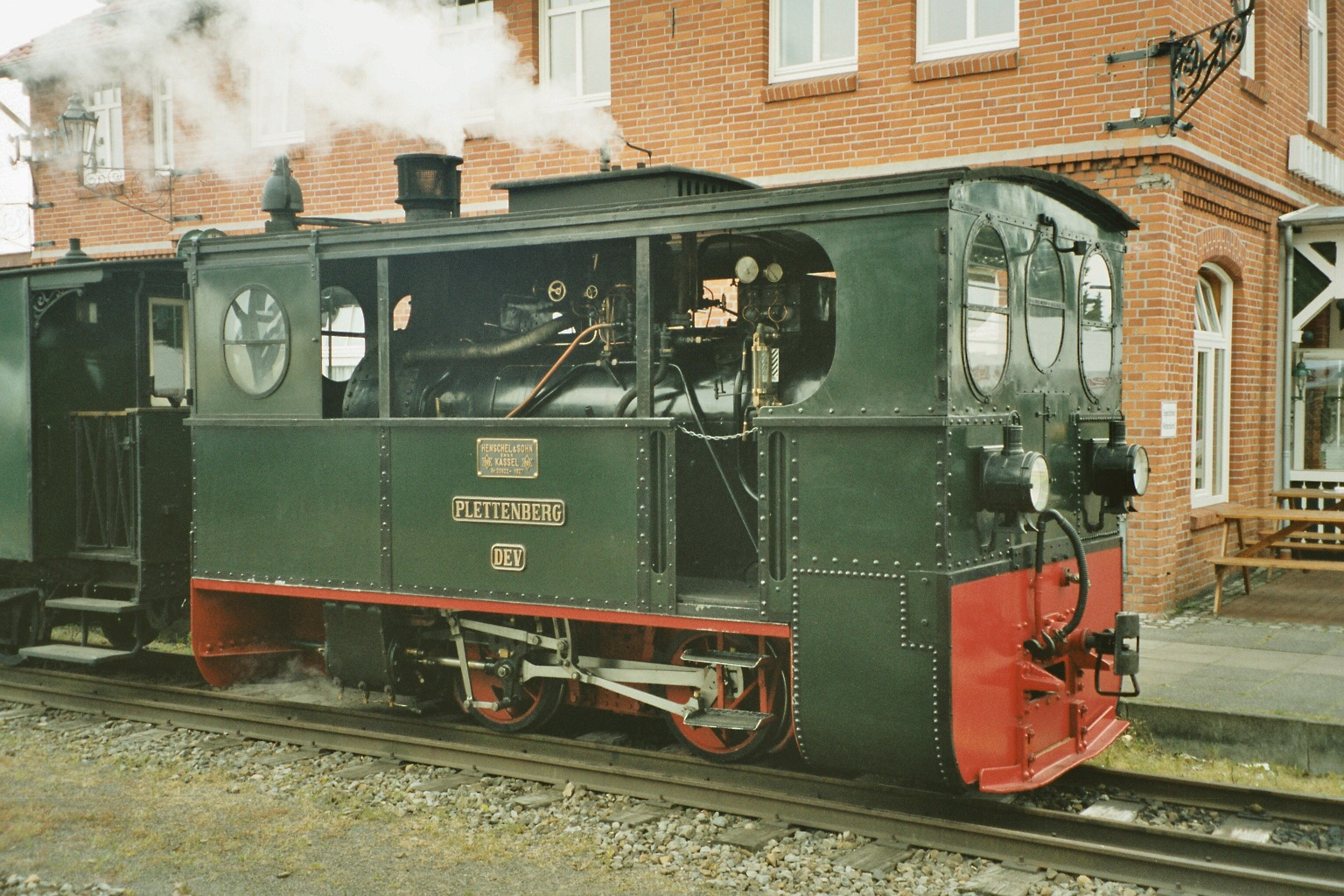
Straßenbahnlokomotive (P.St.B. 3^{II}) als Museumslok PLETTENBERG beim DEV in Bruchhausen-Vilsen

Die Plettenberger Straßenbahn AG (P.St.B.) diente  seit 1896 dem Personen- und Güterverkehr in der westfälischen Stadt Plettenberg im Märkischen Kreis. Sie nannte sich ab 30. Juni 1942 Plettenberger Kleinbahn AG (P.K.B.).
Zum 1. Januar 1976 schloss sich die PKB mit anderen Verkehrsunternehmen im Märkischen Kreis zur Märkischen Verkehrsgesellschaft (MVG) zusammen, wobei die Güterverkehrsaktivitäten der KAE und der PKB in das Tochterunternehmen Märkische Eisenbahngesellschaft (MEG) ausgelagert wurden.

## Die Stammstrecke
Die Bergisch-Märkische Eisenbahn-Gesellschaft hatte bereits 1861 die Ruhr-Sieg-Strecke von Hagen bis Siegen vollendet, aber die Stadt Plettenberg im Seitental der Else hatte nur eine entfernte Bahnstation erhalten.
So bemühten sich die Stadtverwaltung und einige Fabrikbesitzer um eine bessere Anbindung des Stadtkerns und weiterer Ortsteile an das Schienennetz. Sie gründeten daher am 10. Juli 1895 die Plettenberger Straßenbahn-Gesellschaft. Diese eröffnete am 20. April 1896 eine meterspurige Kleinbahnstrecke, die vom Staatsbahnhof im nördlichen Stadtteil Eiringhausen auf der Straße vier Kilometer weit ins Zentrum der Stadt führte.
Zunächst wurde nur der Güterverkehr bedient, aber ab 25. Mai 1896 auch der Personenverkehr, der zunächst auf der Südseite der Staatsbahn am Hotel Ostermann begann. Seit dem 10. Juni 1896 lag der Endpunkt vor dem Empfangsgebäude auf der Nordseite. Die Kleinbahnzüge, die von Dampflokomotiven gezogen wurden, mussten die Gleise der Staatsbahn kreuzen. Erst am 27. März 1907 endete dieser Zustand. Die Personenzüge begannen auf der Südseite der Staatsbahn in einem Bereich, in dem sich zunächst die Rollbockgruben befunden hatten. Diese waren zuvor durch einen neuen Anschlussbahnhof östlich der Bachstraße im Gebiet Bannewerth mit Rollwagenrampen (gleichzeitig Umstellung vom Rollbock- auf Rollwagenbetrieb) ersetzt worden.

## Ausdehnung des Netzes
Einige Jahre später dehnte man das Schienennetz weiter nach Süden talaufwärts aus. Ab 11. Juli 1902 fuhren Güterzüge von der Stadtmitte im Elsetal zwei Kilometer weiter bis Holthausen. Der anfangs nur an Sonntagen bediente Personenverkehr wurde ab 1904 an allen Wochentagen durchgeführt. Er wurde wegen zu geringer Fahrgastzahlen im Elsetal ab 14. Juli 1912 aufgegeben, aber am 22. Mai 1932 wieder aufgenommen.
Der Sitz der Betriebsleitung hatte seit dem 1. April 1906 bei der Haltestelle Herscheider Straße ihren Sitz, wo in der Nähe auch die Werkstatt und die Wagenhalle lagen.
Auf der ab Stadtmitte sechs Kilometer langen Oestertalbahn nahm man am 14. Dezember 1903 den Betrieb bis Wiesental auf. Ab Oesterau handelte es sich allerdings um eine Privatanschlussbahn der Firma Brockhaus, die erst im Jahr 1923 für den öffentlichen Verkehr freigegeben wurde, trotzdem aber Eigentum der Firma blieb. Ab 26. Juli 1923 fuhren bis Wiesenthal auch Personenzüge; bis Oesterau waren sie schon ab 1. Oktober 1904 sonntags und ab 16. März 1919 auch werktags im Einsatz gewesen.

## Personenverkehr

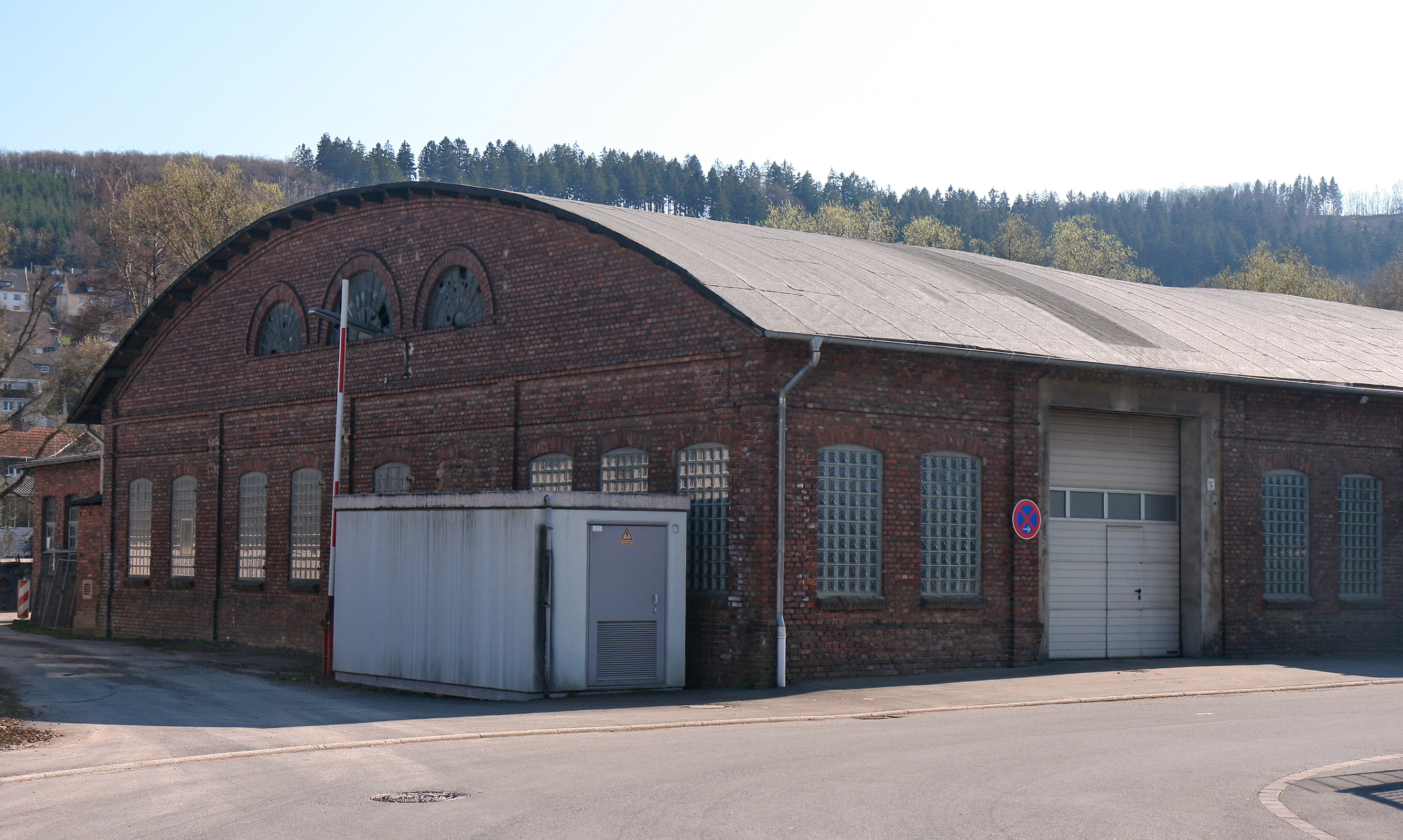
Ehemaliger Lokschuppen in Plettenberg, Posensche Straße

Der anfangs geringe Personenverkehr gewann im Laufe der Jahre an Bedeutung. So kam im Jahr 1941 für die Personenbeförderung auch ein fabrikneuer diesel-elektrischer Triebwagen zum Einsatz. Das deutet darauf hin, dass inzwischen die Absicht aufgegeben wurde, das insgesamt zwölf Kilometer lange Netz zu elektrifizieren, wie es seit den 1920er Jahren geplant gewesen war.
Obwohl schon seit Mai 1932 zusätzlich Omnibusse im Raum Plettenberg eingesetzt worden waren, hielt man zunächst am Vorrang des Schienenverkehrs fest. Nach 1950 zeigten die Fahrpläne aber immer mehr Busfahrten parallel zur Schiene; sie verkehrten am Ende der 1950er Jahre zwischen dem Bahnhof Plettenberg und Holthausen teils im Halbstundentakt, teils alle zwanzig Minuten. Schließlich wurde der restliche Personenverkehr auf der Schiene am 31. Dezember 1958 vollständig eingestellt und durch Omnibusse übernommen.

## Güterverkehr
Von allen Teilen des Streckennetzes führten Gleise in die zahlreichen großen und kleinen Industriebetriebe der Stadt; im Jahre 1940 war das Maximum mit 71 Gleisanschlüssen erreicht. Diese große Zahl zeigt die enorme Bedeutung des Güterverkehrs für die Plettenberger Straßenbahn. Grundsätzlich änderte daran auch die Tatsache nichts, dass ab 8. Juli 1915 parallel zur Kleinbahn eine normalspurige Staatsbahn vom Bahnhof Plettenberg zum Bahnhof Oberstadt und weiter nach Herscheid eröffnet worden war. Neben dem neuen Staatsbahnhof Oberstadt entstand der zweite Übergabebahnhof der Kleinbahn zur Staatsbahn.
Das führte zwar zu einer Verringerung der Beförderungslänge von Gütern auf den Kleinbahnstrecken, aber trotzdem erwirtschaftete die Straßenbahngesellschaft – außer im Jahr 1932 – stets einen Gewinn. Negativ wirkte sich dagegen die Notwendigkeit aus, die Güter auf die schmalspurigen Kleinbahnfahrzeuge umzuladen oder Staatsbahnwagen mit Rollböcken, ab 1903 mit Rollwagen weiterzubefördern. Ferner behinderten sich die Züge in den engen Ortsstraßen mit dem wachsenden Kraftfahrzeugverkehr gegenseitig. Dieser Umstand führte dazu, dass sich die Stadt Plettenberg gegen eine nachhaltige Verlängerung der Konzession aussprach, deren Ablauf nach sechzig Betriebsjahren bevorstand.
So kam es im Jahr 1961 zur weitgehenden Einstellung des Güterverkehrs. Am 1. März endete der Betrieb auf der Elsetalbahn und am 23. Mai auf der Oestertalbahn. Am 26. April 1962 kam auch das Ende der Stammbahn; offizieller Einstellungstag war der 17. Juli 1962. Danach wurden zahlreiche Kunden noch bis 1974 durch Straßenroller und Lastkraftwagen bedient, die von den Bahnhöfen Eiringhausen und Plettenberg Oberstadt ausgingen.
Nach der Fusion der Kraftverkehr Mark Sauerland GmbH (MS), der Kreis Altenaer Eisenbahn AG (KAE), der Iserlohner Kreisbahn AG (IKB) und der Plettenberger Kleinbahn AG (PKB) zur Märkischen Verkehrsgesellschaft (MVG) am 1. Januar 1976 wurden die Güterverkehrsaktivitäten der KAE und der PKB in das Tochterunternehmen Märkische Eisenbahngesellschaft (MEG) ausgelagert.
Diese bedient vom Bahnhof Plettenberg noch ein etwa 1000 Meter langes Streckenstück zum Umschlagzentrum Plettenberg Mitte, zunächst dreischienig mit der verbliebenen schmalspurigen eigenen Diesellok P.K.B. V 11. Bis 1972 erfolgte die Bedienung mit dieser Lokomotive, nach Anschaffung einer normalspurigen Lokomotive wurde die Meterspurschiene ausgebaut und nur die beiden Normalspurschienen blieben übrig.

## Relikte

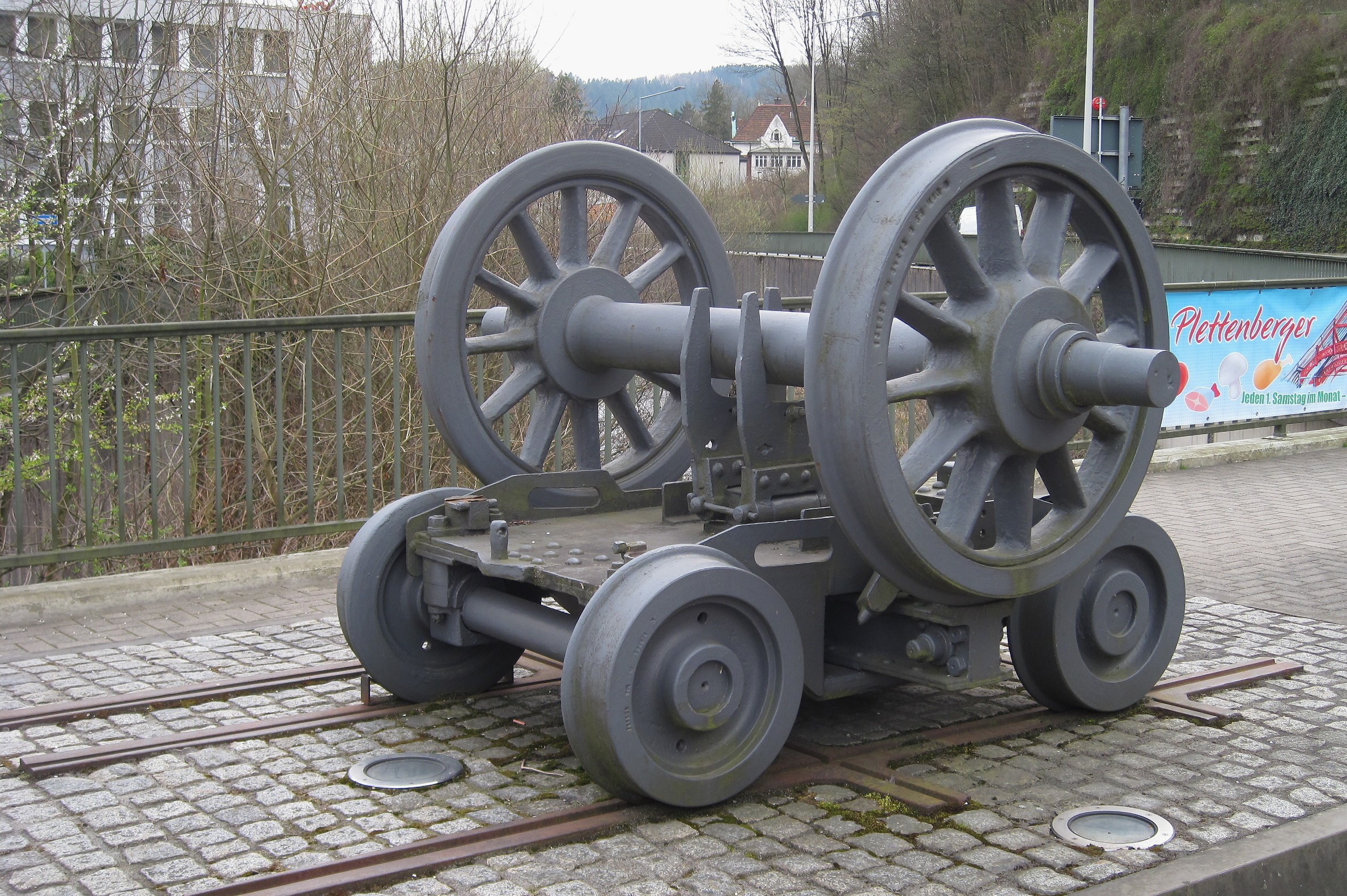
Denkmal (Rollbock mit Regelspurachse)

Die 1927 von Henschel gebaute zweiachsige Kastendampflokomotive Nummer 3 kam 1968 zum Deutschen Eisenbahn-Verein in Bruchhausen-Vilsen und ist betriebsfähig erhalten.
Außerdem gibt es bei der Sauerländer Kleinbahn (Märkische Museums-Eisenbahn e. V., MME) in Hüinghausen die beiden letzten erhaltenen Güterwagen, die der Verein 1982 von der stillgelegten Juister Inselbahn übernehmen konnte. Einer dieser Wagen, der OO 37, wurde 2007 in der Werkstatt des Vereins Brücke e. V., Blankenburg, von Grund auf restauriert bzw. rekonstruiert. Der zweite Wagen, der GG 32, wartet noch auf eine entsprechende Gelegenheit.
In Plettenberg selbst gibt es an der Einmündung Umlauf in die Straße Am Wall ein Denkmal, bestehend aus einer 90-Grad-Kreuzung eines Dreischienengleises mit einem Meterspurgleis und einem Rollbock (der allerdings nicht von der PStB/PKB) stammt und den der Verein MME zur Verfügung gestellt hat. Die Kreuzung lag früher in der Breddestraße am Gleisanschluss der ehemaligen Firma Graewe & Kaiser. Das Denkmal wurde von der Stadt Plettenberg aus Anlass des hundertsten Jahrestages der Betriebseröffnung errichtet.
Im Bereich Bannwerthstraße/Feldstraße beginnt noch ein etwa 200 m langes Dreischienengleis, welches im Straßenplanum eines ansässigen Betriebes verläuft.

## Betriebsmittel
(unvollständig)
| Bezeichnung                         | Bauart  | Hersteller   | Baujahr   | Herkunft                                         |
| ----------------------------------- | ------- | ------------ | --------- | ------------------------------------------------ |
| 1–2; W. SEISSENSCHMIDT, PLETTENBERG | B n2t   | Jung         | 1895      |                                                  |
| 3–4 ELSE, OESTER                    | B n2t   | Hohenzollern | 1896/1902 |                                                  |
| 5 OESTER                            | C n2t   | Hagans       | 1901      |                                                  |
| 6                                   | B n2t K | Humboldt     | 1900      | 1906 von Straßenbahn Meiderich–Neumühl–Dinslaken |
| 7                                   | C n2t   | Borsig       | 1914      |                                                  |
| 32, 42, 52, 8–10                    | B h2t   | Henschel     | 1913–1927 |                                                  |
| T1                                  | Bo’2’   | Fuchs        | 1941      |                                                  |
| V 11                                | B dh    | Jung         | 1951      |                                                  |
| V 12                                | B dh    | Jung         | 1960      | 1435 mm Spurweite                                |